# Селитебные земли
Сели́тебная террито́рия — земли, предназначенные для строительства жилых и общественных зданий, дорог, улиц и площадей в пределах городов и посёлков городского типа.

Селитебная территория — часть территории населённого пункта, предназначенная для размещения жилой, общественной (общественно-деловой) и рекреационной зон, а также отдельных частей инженерной и транспортной инфраструктур, других объектов, размещение и деятельность которых не оказывает воздействия, требующего специальных санитарно-защитных зон.
— закон об архитектурной, градостроительной и строительной деятельности в РК
Селитебная территория занимает в среднем 50−60 % территории города. В селитебной зоне могут размещаться отдельные коммунальные и промышленные объекты, не требующие устройства санитарно-защитных зон. Организация территории должна быть направлена на создание максимально благоприятных условий для удовлетворения социально-культурных и бытовых потребностей населения и минимизацию затрат времени на пространственную доступность объектов обслуживания, мест отдыха, культурно-бытовых учреждений.